# Фелберт
Фелберт (њем. Velbert) град је у њемачкој савезној држави Северна Рајна-Вестфалија. Једно је од 10 општинских средишта округа Метман. Према процјени из 2010. у граду је живјело 85.465 становника. Посједује регионалну шифру (AGS) 5158032, NUTS (DEA1C) и LOCODE (DE VEL) код.

## Географски и демографски подаци
Фелберт се налази у савезној држави Северна Рајна-Вестфалија у округу Метман. Град се налази на надморској висини од 230 метара. Површина општине износи 74,9 km². У самом граду је, према процјени из 2010. године, живјело 85.465 становника. Просјечна густина становништва износи 1.141 становника/km².

## Међународна сарадња
| Мјесто  | Држава               | Врста сарадње | Од    |
| ------- | -------------------- | ------------- | ----- |
|         | Турска               | партнерство   | 2005. |
| Корби   | Уједињено Краљевство | партнерство   | 1979. |
| Шателро | Француска            | партнерство   | 1965. |
| Извор   |                      |               |       |